# Mironenko
Mironenko je priimek več oseb:
- Irina Mironenko, sovjetska drsalka
- Peter Nikiforovič Mironenko, sovjetski general